# Yves Oehri
Yves Oehri est un footballeur liechtensteinois né le 15 mars 1987 à Nürensdorf (Suisse).

## Carrière

### En club
- 2006-2008 : FC Winterthur ( Suisse)
- 2008-2010 : FC Saint-Gall ( Suisse)
- 2010-2013 : FC Vaduz ( Liechtenstein)
- 2013- : SC YF Juventus ( Suisse)

### Palmarès
- Champion de Suisse D2 : 2009